# Softwareentwicklungsplattform
Eine Softwareentwicklungsplattform ist eine Webanwendung zur kollaborativen Softwareentwicklung, dazu bietet sie ein Webinterface um die Versionsverwaltung, meist Git, zu steuern. Zusätzlich bietet sie weitere Funktionen wie Issue-Tracking-Systeme, Kanban-Boards, Wikis und Continuous Integration/Continuous Delivery (CI/CD) an. Kommerzielle Softwareentwickler verwalten Quelltexten meist in geschlossenen Softwareentwicklungsplattformen. Vor allem die Entwicklung freier Software findet auf öffentlichen Softwareentwicklungsplattformen statt. Softwareentwicklungsplattformen bieten qualitätsgesicherte Versionstände zur Installation an. Benutzer können Fehler melden und über Veränderungen informiert werden.

## Begriff
Der Begriff Softwareentwicklungsplattform bezeichnet die Software aber auch Onlinedienste. Teilweise wird der Begriff Forge genutzt, dieser bezieht sich auf ein gemeinsames Präfix oder Suffix, das von verschiedenen Plattformen übernommen wurde, die nach dem Vorbild von SourceForge entstanden sind. Weitere Beispiele sind FusionForge, RubyForge oder Forgejo. Diese Verwendung des Wortes leitet sich von der Schmiede ab, die für die Formgebung von Metallteilen verwendet wird. Der im Deutschen genutzte Begriff Software-Schmiede bezeichnet hingegen in der Regel ein Unternehmen, welches Software programmiert oder produziert.

## Geschichte
Seit SourceForges Gründung im November 1999 registrierten sich dort über 150.000 Softwareprojekte bis 2008. Eine 2011 veröffentlichte Studie ergab, dass GitHub – gemessen an der Zahl der Commits – alle anderen Forges an Popularität überholt hatte.

## Funktionen

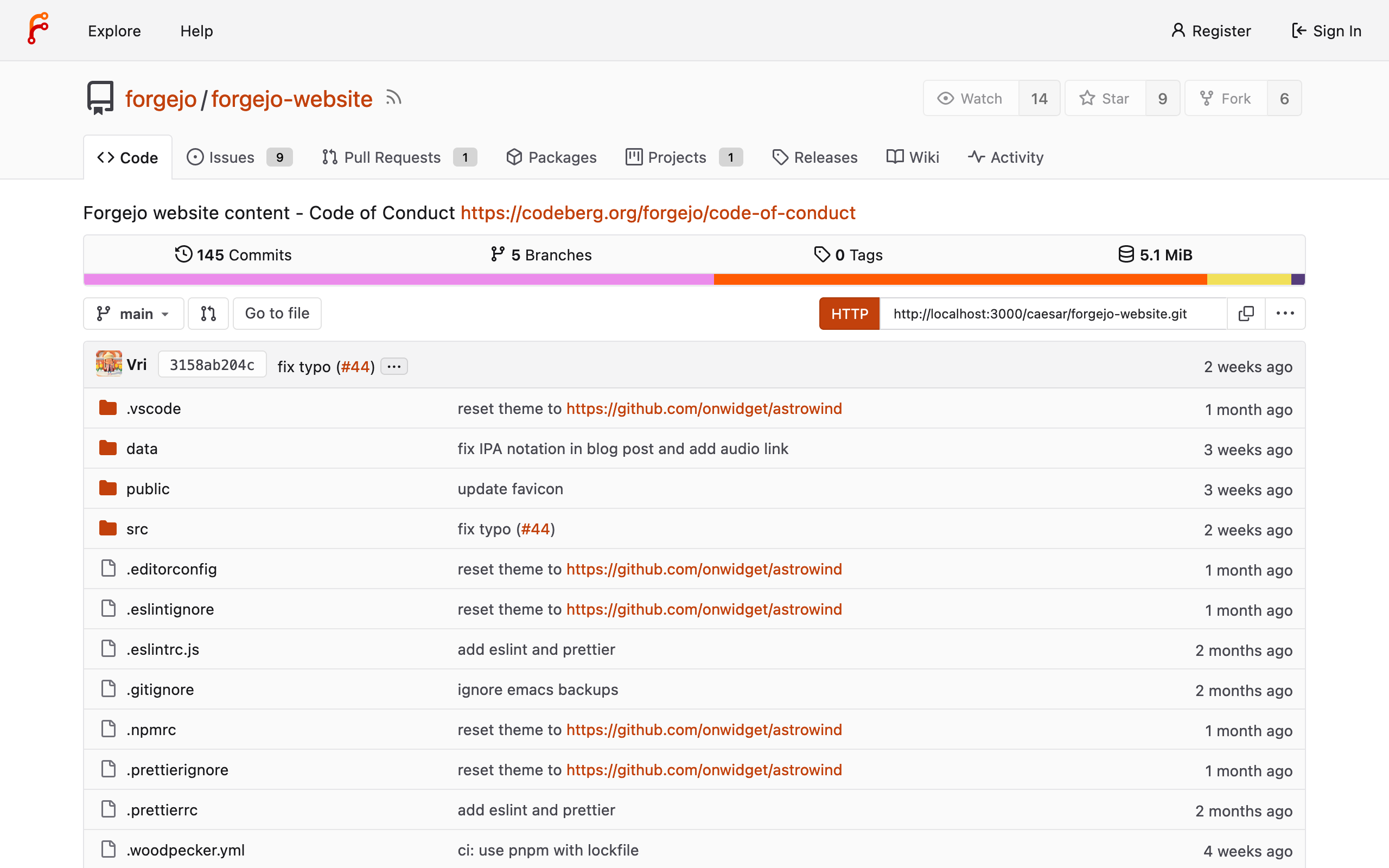
Ansicht der Versionsverwaltung auf Forgejo.

Softwareentwicklungsplattformen integrieren meist unterschiedliche Funktionen entlang des Softwareentwicklungsprozess.
- Die Versionsverwaltung von Quellcode stellt die Kernfunktion dar, mit der branches verwaltet und gereviewed werden. Softwareprojekte verwalten so Testversionen und steuern ihr Release- und Application-Management. Neben der reinen Darstellung von Quellcode können auch onlinebasierte Integrierte Entwicklungsumgebungen oder einfache Onlineditoren vorhanden sein.
- Aus den versionierten Quelltexten können durch integrierte CI/CD-Funktionen, automatisch testbare und stabile Softwareversionen gebaut, getestet und deployed werden.
- Als Projektmanagement-Software sind meist Bugtracker oder Issue-Tracking-Systeme und Kanban-Boards vorhanden.
- Tools für die Informationssicherheit wie statischen Code-Analyses und Erzeugung von SBOMs.
- Zur Softwaredokumentation werden integrierte Wikis genutzt.
- Filehosting um fertige Software oder statischen Webseiten zu erzeugen und zu hosten.
- APIs
- Mailinglisten oder Foren

## Software
Es gibt unterschiedliche proprietäre und freie Software.

### Freie Software
- Allura der Apache Software Foundation[3]
- FusionForge ist ein Fork von GForge
- Das in Go geschriebene Gogs, dessen Fork Gitea und dessen Fork Forgejo
- GitBucket
- GitLab bieten in eine freie Version, aber auch zusätzliche proprietäre Funktionen an[4]
- Kallithea
- Launchpad Suite[5]
- Phabricator[6]
- Redmine
- SourceHut[7]
- Trac
- Tuleap[8]

### Proprietäre Software
Anbieter von Software-as-a-Service oder On-Premises Softwareentwicklungsplattformen sind
- GitHub wurde 2018 von Microsoft übernommen
- Bitbucket von Atlassian

## Öffentliche Plattformen
Vor allem freie Software wird oft in öffentlichen Softwareentwicklungsplattformen, die als Onlinedienst angeboten werden, entwickelt und auch veröffentlicht. Einer der ersten Plattformen zum Austausch und Veröffentlichung ist seit 1999 SourceForge. Inzwischen ist das kommerzielle GitHub zur größten öffentlichen Softwareentwicklungsplattform geworden, aber auch ebenfalls kommerzielle Plattformen gitlab.com oder Bitbucket bieten neben ihren kostenpflichtigen Angeboten eine kostenlose Nutzung für öffentliche Software an.
Viele kleine freie Anwendungen, wie z. B. cURL aber auch große kommerzielle Open-Source Lösungen, wie z. B. Mozilla Firefox oder das von Red Hat angebotene Ansible nutzen GitHub. Dennoch bieten viele weitere Organisationen unabhängige Softwareentwicklungsplattform an:
- GNU Savannah wird von der Free Software Foundation betrieben.
- Launchpad wird vom Ubuntu Hersteller Canonical betrieben.
- Codeberg nutzt Forgejo und wird von der gemeinnützigen Organisation Codeberg e.V. betrieben.
- sourcehut.org ist noch in der Alpha-Phase[12]

Zahlreiche freie Softwareprojekte nutzen eigene öffentliche Plattformen, die aber auf das jeweilige Projekt beschränkt sind: z. B. nutzt Linux ein cgit, WordPress ein eigenes Trac, Postgresql eine gitweb.
Auch staatliche Stellen betreiben oft ihre eigenen, unabhängigen Softwareentwicklungsplattformen, z. B. in Deutschland openCode, code.gov.cz der Regierung der Tschechischen Republik oder code.europa.eu für die Organe, Einrichtungen, Ämter und Agenturen der Europäischen Union. In der Volksrepublik China betreibt die chinesischen Regierung zusammen mit Huawei die Github-Alternative Gitee.

### Eingestellte Dienste
- Freecode stellt einen Katalog für Open-Source-Projekte dar. Dieser wird, wie SourceForge selbst, durch die Open Source Technology Group, Inc. (OSTG) gehostet (ein Tochterunternehmen von SourceForge, Inc.). Freecode wurde am 18. Juni 2014 eingestellt. Die Inhalte bleiben online, werden aber nicht mehr aktualisiert.
- CodePlex, eine Hosting-Website von Microsoft für Open-Source-Projekte. Codeplex wurde am 15. Dezember 2017 eingestellt.
- Origo war ein an der ETH Zürich entwickeltes System, auf dem auch Closed-Source-Projekte erlaubt waren.
- Tigris.org war eine von CollabNet, dem Hersteller von Subversion, betriebene Hosting-Plattform.
- BerliOS durch das Bundesministerium für Wirtschaft und Technologie geförderte Plattform.
- RubyForge war beschränkt auf Ruby-Projekte.
- OSDN (Open Source Development Network)